# Westcar-papyrusen

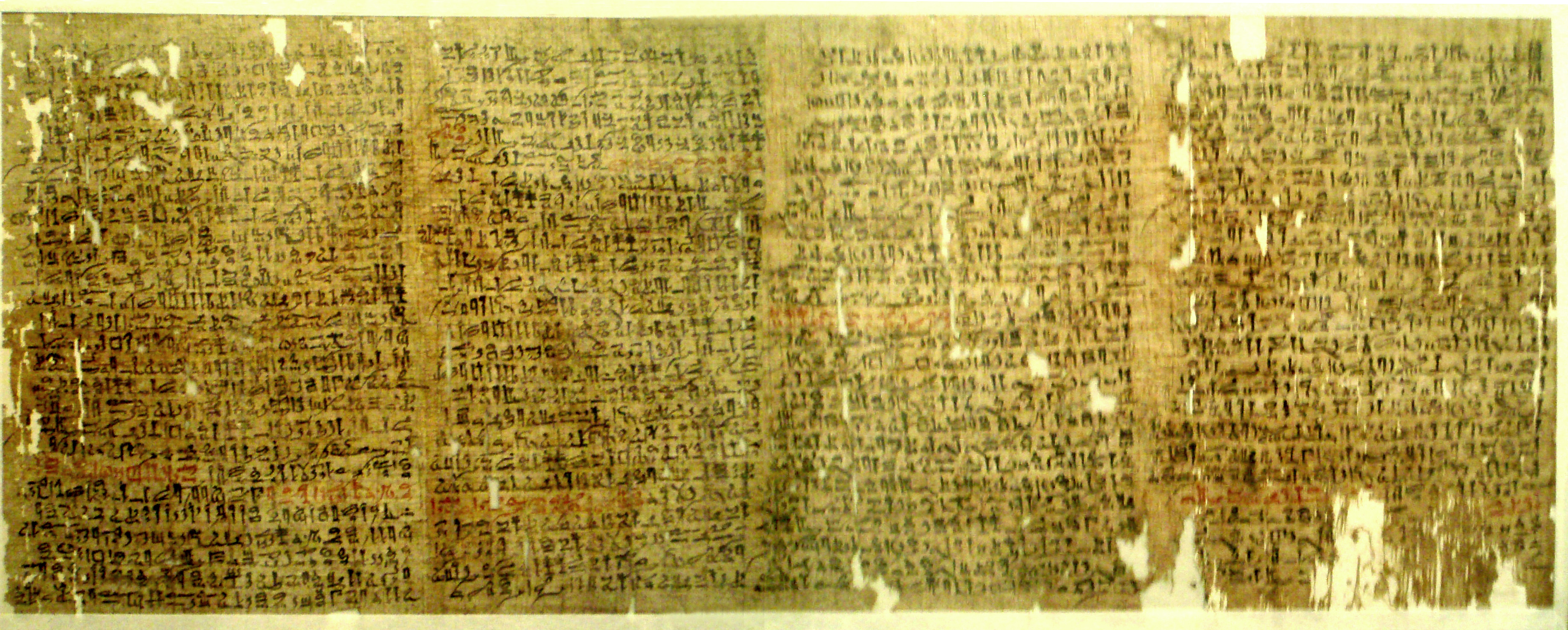
Westcar-papyrusen.

Westcar-papyrusen (P. Berlin 3033) är ett papyrusfynd från Forntida Egypten och innehåller den äldsta kända bevarade texten om trollkarlar och magi. Manuskriptet dateras till cirka 1800 -1600-talet f.Kr. och förvaras idag på Ägyptisches Museum i Berlin.

## Manuskriptet
Westcar-papyrusen består av tolv fragmenterade papyrusrullar.
Texten består av fem olika berättelser och beskriver underverk utförda av trollkarlar och präster. Historierna i manuskriptet kallas även Berättelser från kung Cheops hov och berättades vid farao Khufus (cirka 2589-2566 f. Kr.) hov av dennes söner.
Texten är skriven i hieratisk skrift och i hieroglyfer.
Manuskriptet (5.e berättelsen) innehåller också en av de äldsta beskrivningar av en barnafödelse.

### Första berättelsen
Historien utspelar sig under farao Djoser och berättaren är troligen Djedefra. Här finns endast de sista raderna bevarade.

### Andra berättelsen – Weba-iner
Historien utspelar sig under farao Nebka och berättaren var Chefren.
Trollkarlen Ubaoner bedras av sin hustru. Han tillverkar då en krokodilfigur i vax som förvandlas till en levande krokodil och slukar hustruns älskare.

### Tredje berättelsen - Djadjamankh
Historien utspelar sig under farao Snofru och berättaren var Bauefre.
En dag var Snofru nedstämd och hans överstepräst föreslog en tur på sjön. Under turen tappade en kvinna i sällskapet sitt smycke i vattnet. Snofru beordrar då prästen Djadja-m-Ankh att hitta smycket vilket denne gör genom att lyfta halva sjöns vatten.

### Fjärde berättelsen - Djedi
Historien utspelar sig under farao Khufu och berättaren var Hordjedef.
Trollkarlen Djedi påstås vara 110 år gammal och har förmågan att sätta tillbaka avhuggna huvuden på djur. Han kallas till hovet och avslöjar även framtida faraoner i Egyptens femte dynasti med Userkaf, Sahura och Neferirkara.

### Femte berättelsen - Rudj-Djedet
Historien utspelar sig under farao Khufu och berättaren framgår inte.
Kvinnan Rudj-djedet var havande och Ra beordrar gudarna Isis, Neftys, Meshkent, Heget och Khnum att hjälpa henne. De antar människogestalt och förlöser barnen som är utsedda att bli framtida de faraonerna Userkaf, Sahura och Neferirkara. Gudarna gömmer även kungliga insignier på plats. Dessa upptäcks senare av en tjänarinna som vill avslöja detta för farao Khufu. På väg till dennes hov slukas hon av en krokodil och Khufu får aldrig reda på händelsen. Här slutar den ofullbordade berättelsen.

## Historia
Berättelserna nedtecknades under Andra mellantiden (cirka 1800 -1600-talet f.Kr.) men tros härstamma från Egyptens tolfte dynasti (cirka 1991-1783 f.Kr.) under Mellersta riket.
Det är inte känt när och hur papyrusen upptäcktes men engelske Henry Westcar införskaffade manuskriptet kring 1825 och skänkte det till tyske egyptologen Karl Richard Lepsius 1839. Lepsius lyckades dock inte dechiffrera texten.
Först 1889 publicerade tyske Adolf Erman en översättning i "Die Sprache des Papyrus Westcar" och 1890 hela texten i boken "Die Märchen des Papyrus Westcar" utgiven av W. Spemann förlag i Berlin.
Efter Lepsius död kom manuskriptet 1886 i Ägyptisches Museums ägo, arkivnumret är P. Berlin 3033 .
1988 utgav A.M. Blackman en ny översättning i boken "The Story of King Kheops and the magicians" utgiven av J.V. Books förlag i Reading.